# Kankō Maru
El Kankō Maru (観光丸 Kankōmaru?) fue el primer vapor de ruedas japonés.

## Historia
Tras su apertura forzosa provocada por el comodoro Matthew Perry en 1854, Japón decidió encargar navíos modernos a los holandeses, sus únicos socios mercantiles occidentales durante los 200 años de aislamiento o Sakoku. Los barcos fueron encargados a Donker Curtius, director de la Compañía Holandesa de las Indias Orientales en Japón. Como se requería cierto tiempo para importar los barcos, Curtius solicitó que uno de los buques de guerra de las Indias Orientales fuese obsequiado a los japoneses.
El rey de los Países Bajos Guillermo III obsequió el navío holandés, llamado Soembing (en japonés: スームビング), nombre de un volcán de Indonesia, al gobierno del shōgun en 1855. El barco volvió a ser bautizado como Kankō Maru (en japonés: 観光丸), en honor a una línea del I Ching: Kankoku shi kō (觀國之光 observar la luz del país?).
El navío fue asignado como barco de entrenamiento para el Centro de Entrenamiento de la Armada de Nagasaki, que había abierto recientemente bajo la dirección de Nagai Naoyuki (en japonés: 永井尚志). Más tarde fue transferido al nuevo Centro de Entrenamiento de la Armada en Edo en abril de 1857, con una tripulación compuesta por 103 estudiantes todos de nacionalidad japonesa; allí permaneció hasta 1876.

### Réplica

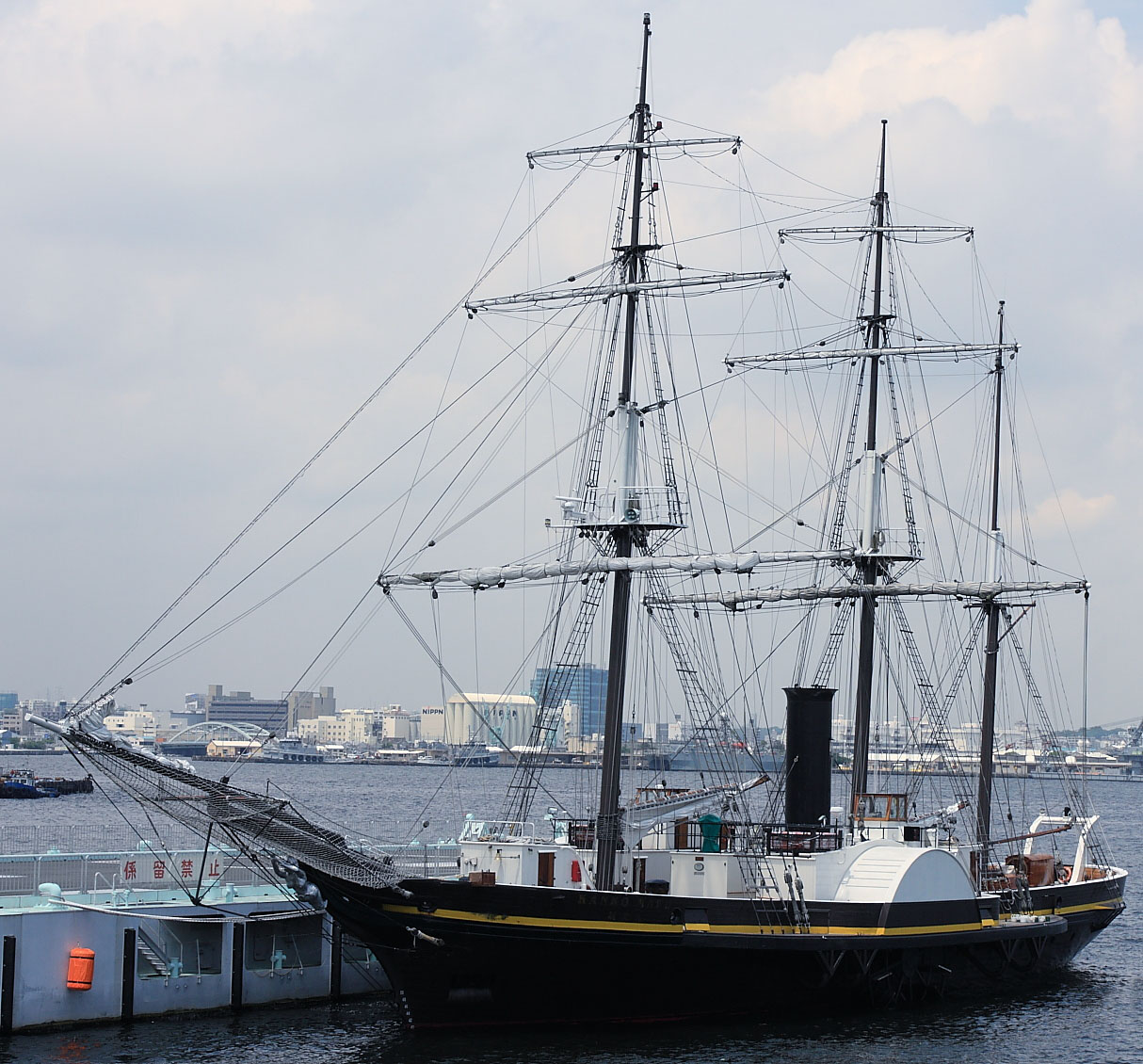
La réplica del Kankō Maru, amarrada en Yokohama.

En 1987, se encargó la realización de una réplica fiel del Kankō Maru original, la cual fue construida en los Países Bajos. La misma fue utilizada con fines turísticos en el parque temático Huis Ten Bosch en Sasebo, Nagasaki, y ha estado navegando la costa japonesa desde entonces.

### Proyecto de nave espacial
Kankoh-maru es también el nombre del proyecto de una nave espacial para turismo.